# Alexander Alvaro

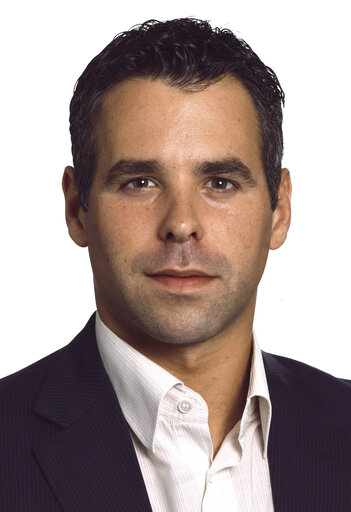
Alexander Alvaro

Alexander Nuno Pickart Alvaro (* 26. Mai 1975 in Bonn) ist ein deutscher Politiker der FDP. Er war von 2004 bis 2014 Mitglied und von 2011 bis 2014 Vizepräsident des Europäischen Parlaments.

## Leben und Beruf
Alexander Alvaro kam 1975 im Bonner Stadtbezirk Bad Godesberg zur Welt und wuchs an unterschiedlichen Orten in Deutschland und Australien auf. Er hat die deutsche und die portugiesische Staatsangehörigkeit.
Nach dem Abitur 1994 am Görres-Gymnasium in Düsseldorf machte er bis 1997 eine Ausbildung zum Bankkaufmann. Danach absolvierte er ein Studium der Rechtswissenschaft an der Universität Bremen, der Universität Mannheim und der Universität Düsseldorf, das er 2004 mit dem ersten juristischen Staatsexamen abschloss. Während seines Studiums war er bei der Deutschen Bank, als Mitarbeiter am Lehrstuhl von Jochen Taupitz an der Universität Mannheim und in den Büros des NRW-Landtagsabgeordneten Christian Lindner und der Bundestagsabgeordneten Gisela Piltz tätig.
Nach dem Ende seiner politischen Laufbahn hat sich Alvaro als strategischer und inhaltlicher Berater für Unternehmen und Organisation in EU-Angelegenheiten mit Sitz in Brüssel selbstständig gemacht.

## Politische Laufbahn
Alexander Alvaro war von 2000 bis 2005 Mitglied des Bundesvorstandes der Jungen Liberalen sowie zwischen 2002 und 2005 deren stellvertretender Bundesvorsitzender für den Bereich Programmatik. Seine Mitgliedschaft bei den Jungen Liberalen erlosch 2010 altersbedingt. 2003 wurde er in den FDP-Bundesvorstand gewählt.
Bei der Europawahl 2004 erreichte Alvaro ein Mandat im Europäischen Parlament. Dort schloss er sich wie alle FDP-Mitglieder der Fraktion Allianz der Liberalen und Demokraten für Europa (ALDE) an, deren innenpolitischer Sprecher er bis 2009 war. Zudem war er Mitglied im Ausschuss für bürgerliche Freiheiten, Justiz und Inneres und stellvertretendes Mitglied im Ausschuss für Industrie, Forschung und Energie sowie im Petitionsausschuss. Darüber hinaus gehörte er den Delegationen für die Beziehungen zum Palästinensischen Legislativrat und für die Beziehungen zu Indien an. Seit der Europawahl 2009, bei der er wiedergewählt wurde, war er stellvertretender Vorsitzender im Haushaltsausschuss sowie Mitglied im Ausschuss für bürgerliche Freiheiten. Er wurde am 18. Januar 2011 zu einem der 14 Vizepräsidenten des Europäischen Parlaments gewählt.
Nach dem Rücktritt von Silvana Koch-Mehrin als Leiterin der FDP-Landesgruppe im Mai 2010 wurde Alvaro als ihr Nachfolger im FDP-Parteipräsidium gewählt. Außerdem kam es zu einer Einigung zwischen Alvaro und Koch-Mehrins Nachfolger als Delegationsleiter, Alexander Graf Lambsdorff, der zufolge Lambsdorff dieses Amt 2011 an Alvaro weitergab.
Alexander Alvaro war Mitglied der Europa-Union-Parlamentariergruppe, im Präsidium des Europäischen Parlaments und Delegierter für die Beziehungen zur Islamischen Republik Iran. Im März 2012 hat er das Manifest der Spinelli-Gruppe unterzeichnet.
Beim Düsseldorfer FDP-Kreisparteitag im Oktober 2013 kündigte Alvaro an, zur Wahl 2014 nicht mehr für das Europäische Parlament zu kandidieren.

## Verkehrsunfall
In der Nacht zum 23. Februar 2013 fuhr Alvaro auf der A1 mit seinem Audi A8 auf ein bereits verunglücktes Auto auf. Der 21-jährige Fahrer des Wagens starb, seine Beifahrer (15 und 16 Jahre alt) wurden schwer verletzt. Alvaro wurde bei dem Unfall ebenfalls schwer verletzt.
Das Europäische Parlament hob im Juni 2013 die Immunität Alvaros auf, um Ermittlungen wegen fahrlässiger Tötung zu ermöglichen. Im April 2014 wurde Alvaro vor dem Landgericht Köln angeklagt.
Das Gericht prüfte, ob das Opfer schon vor dem Aufprall mit Alvaros Wagen tot war. Wie sich bei den Ermittlungen herausstellte, hatte Alvaro zum Zeitpunkt des Unfalls Drogen im Blut. Bei diesen Drogen soll es sich um Kokain gehandelt haben. Das Verfahren wurde am 14. September 2017 gegen Auflagen eingestellt. Alvaro musste den Hinterbliebenen des Opfers 10.000 € und den Nebenklägern 5.000 € zahlen.
Acht Jahre nach dem Unfall veröffentlichte die Welt ein Porträt von Alvaro, das Einblicke in sein Leben nach dem Unfall gab.

## Publikationen
- Positionspapier zur Einführung einer Vorratsspeicherung von Daten, in: Recht der Datenverarbeitung 2/2005, S. 47–50.
- Die Situation der Grund- und Menschenrechte innerhalb der EU, mit Steffen Zorn, Hamburg 2007, ISBN 978-3-8300-3007-2.